# 당신의 성인을 알아보는 법
《당신의 성인을 알아보는 법》(영어: A Guide to Recognizing Your Saints)은 미국에서 제작된 디토 몬티얼 감독의 2006년 드라마 영화이다. 로버트 다우니 주니어 등이 출연하였고, 트루디 스타일러 등이 제작에 참여하였다.

## 출연
- 로버트 다우니 주니어
  - 샤이아 러버프
- 로자리오 도슨
  - 멜로니 디애즈
- 에릭 로버츠
  - 채닝 테이텀
- 채즈 팰민테리
- 다이앤 위스트
- 마틴 콤프스턴

## 기타 제작진
- 공동 제작: 린다 모런, 러네이 배스천
- 라인 제작: 루시 쿠퍼
- 배역: 멀리사 추시드, 캐시 샌드리치 겔퍼드, 어맨다 매키 존슨
- 미술: 조디 애스너스
- 의상: 샌드라 허낸데즈